# Ataque suicida en el paso de Bolán de 2023
El ataque suicida en el paso de Bolán ocurrió el 6 de marzo de 2023, en la provincia de Baluchistán, Pakistán. El atentado dejó nueve muertos y trece heridos, todos parte del cuerpo policial pakistaní.

## Ataque
El ataque tuvo como objetivo una camioneta que transportaba policías de Sibi de regreso a Quetta, matando al menos a nueve e hiriendo a 13. El atacante, que se cree que era un terrorista suicida que viajaba en una motocicleta, se estrelló contra la camioneta de la policía en el puente Kambri en el área entre Sibi y  Kachhi. Ningún grupo se ha atribuido la responsabilidad del ataque.

## Víctimas
Los heridos habían sido transportados al Hospital Civil de Sibi. Los escuadrones de desactivación de bombas y el personal de seguridad han llegado al sitio, y el área ha sido acordonada con una operación de búsqueda en curso. El Departamento de Información de Baluchistán emitió un comunicado diciendo que los oficiales heridos habían sido transportados a Quetta desde Bolán a través de un helicóptero del gobierno.

## Respuesta gubernamental
El gobernador de la provincia Mir Abdul Qudoos Bizenjo, condenó el ataque y prometió hacer fracasar todas las conspiraciones para crear disturbios e inestabilidad en la provincia con el apoyo del público.
El primer ministro Shehbaz Sharif, también condenó el incidente y prometió librar al país de la amenaza del terrorismo.